# Lin Hse Tsu
Lin Hse Tsu (en chino tradicional, 林則徐; en chino simplificado, 林则徐; pinyin, Lín Zéxú; Wade-Giles, Lin Tse-hsü, nombre de cortesía Yuanfu 元抚) (30 de agosto de 1785 – 22 de noviembre de 1850), habitualmente transcrito en la literatura como Lin Zexu, fue un funcionario chino conocido por su papel en la primera guerra del Opio (1839-42).
La fuerte oposición de Lin al tráfico de opio en Cantón fue el principal desencadenante de la primera guerra del Opio. Es a la vez admirado por su consistente altura moral en su lucha contra el narcotráfico, como criticado por la rigidez de su enfoque, que no tuvo en cuenta las complejidades internas e internacionales del problema. El emperador Daoguang respaldó las políticas de línea dura defendidas por Lin, pero después lo culpó de la desastrosa guerra a la que llevaron.
En un primer momento, Lin se convirtió en el chivo expiatorio de todos los problemas de China. Fue pronto restablecido como ejemplo de probidad moral, y el nacionalismo chino lo considera hoy en día héroe nacional de China.

## Educación
Lin nació en Fuzhou, en la provincia de Fujian. Hijo de padres paupérrimos, lo iniciaron en la carrera burocrática desde niño. Hasta los 17 años asistió a su madre, que hacía flores artificiales. Ayudado por un amigo rico con cuya hermana estaba casada, se convirtió en estudiante. En 1804 hizo su primer examen, demostrando gran capacidad. En 1811 Lin pasó el más severo de los exámenes, el Jinshi, uniéndose a la Academia Hanlin, la cual asesoraba al Emperador con sus documentos.
Ascendió rápidamente en la carrera administrativa, llegando a virrey de Huguang  en 1837.

## Lucha contra el tráfico de opio
El incremento constante de la demanda de té en Inglaterra y una baja demanda de productos británicos, combinada con la aceptación solamente de plata por parte de China (no con oro) resultaba en cuantiosos y continuos déficit comerciales durante el siglo XIX.
Varios intentos durante el siglo XVIII por parte de los ingleses (Macartney en 1792), holandeses (Titshing en 1794), los rusos (Golovkin 1805) y los ingleses de nuevo (Amherst 1816) para negociar acceso a los mercados chinos resultaron en sonados fracasos.
Para 1817 los ingleses pensaron en balancear su comercio comerciando un narcótico, el opio de la India. Todo esto para reducir su déficit comercial y finalmente beneficiarse de la colonia India. La administración Qing inicialmente toleró el comercio, pues imponía un impuesto indirecto a los consumidores chinos, permitiendo además duplicar las exportaciones de té a Inglaterra. 
Sin embargo para 1820, las nuevas plantaciones de té en África y la India (combinados con un incremento en el consumo del opio) revirtieron el flujo de plata. Justo cuando la administración Qing necesitaba financiar las guerras contra las rebeliones en el interior de China.
Deng Tingzhen, el virrey de Liangguang, inició esfuerzos para suprimir el comercio, pero el exceso de la oferta de opio y la larga costa del sur de China donde la propia marina imperial traficaba con el narcótico hicieron fallar esos esfuerzos.
Como un burócrata formidable con probada solvencia moral, en 1839, Lin fue nombrado Comisario Imperial por el emperador Daoguang para suprimir el contrabando ilegal del opio en China por parte de los ingleses.
Llegó en marzo de 1839 y tuvo un impacto importante al cabo de pocos meses con el arresto de más de 1700 traficantes chinos y la confiscación de 70.000 pipas de opio. 
Al principio, trató de negociar con los comerciantes extranjeros intentando intercambiar sus existencias de opio a cambio de té chino. Le tomó a Lin mes y medio tomar 1.200.000 de kilos de opio. Iniciando desde el 3 de junio de 1839, 500 jornaleros trabajaron durante 23 días para destruirlo todo, mezclando el opio con sal y limón, y echándolo al mar a las afueras de Humen.

"Sin compras formales, -- ni negociaciones tediosas,...He insistido firmemente a Sir F. Maitland para que me autorice a tomar posesión y retener todo lo necesario, y el escuadrón naval bajo su comando es capaz de todo aquello,...como toda fuerza naval o militar...que pudiera mandarse desde la Madre Patria. Cuando todo esto este cumplido, -- y no hasta entonces, la negociación puede comenzar - Usted coge mi opio - yo , su isla - estamos empatados, --entonces vivamos en paz. Usted no puede proteger las bordas de sus barcos de piratas o bucaneros. Yo puedo- Así que entendámonos, y estudiemos como promover nuestros mutuos intereses."
 Tai-pan William Jardine  principal narcotraficante de opio en China en esa época

Envió una carta a la reina Victoria I de Inglaterra pidiéndole que prohibiese el narcotráfico. Sin embargo, la reina Victoria no accedió a las peticiones chinas, estallando poco después la primera guerra del Opio.
El emperador, asustado, envió a Lin al Desierto de Mongolia.

## Muerte y legado actual

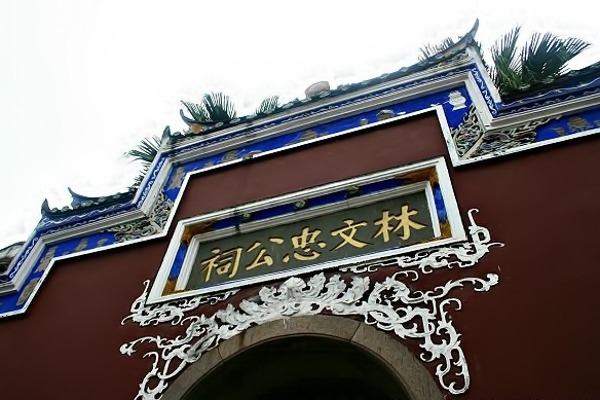
Salón Memorial de Lin Hse Tsu en Fuzhou.

Murió en 1850 mientras estaba en camino a Guangxi, donde el gobierno lo había puesto para controlar la Rebelión Taiping, una guerra civil con grandes connotaciones religiosas y sociales, que ocurrió en China entre 1851 y 1864, en las que se enfrentaron las fuerzas imperiales de la dinastía Qing y el Reino Celestial de la Gran Paz, que ocupó durante el conflicto zonas importantes del sur de China. El Reino Celestial de la Gran Paz fue un estado revolucionario teocrático gobernado por un místico cristiano de la etnia hakka llamado Hong Xiuquan, un cristiano converso que se proclamó rey de la nación y como el nuevo Mesías, inclusive declarándose hermano menor de Jesucristo y enviado de Dios para erradicar el culto al demonio.
Lin fue un patriota que se ganó el respeto internacional por los foráneos que lo llamaban "Comisionado Lin." Se oponía a la apertura de China a los occidentales pero suponía que el mejor conocimiento de los extranjeros, lo iba a llevar a un mejor entendimiento con ellos, por lo que había recopilado datos suficientes como para hacer una geografía del mundo. Más tarde daría este material a Wei Yuan, quien publicó el tratado llamado Illustrated Treatise on the Maritime Kingdoms (Hǎiguó túzhì 海國圖志) en 1844. 
El 3 de junio, el día en que Lin confiscó los bultos de opio, se celebra el Día Anti fumar en la República de China en Taiwán. La Plaza Chatham, en Chinatown, Manhattan tiene erigida una estatua de Lin, conmemorando su labor pionera en el combate real a las drogas. Sin embargo la forma frontal en que combatió el narcotráfico, debilitó toda la estructura de este , pero generó la respuesta política de los gobiernos inglés y estadounidense que tenían grandes intereses en el narcotráfico. Arrestó a 1700 distribuidores de opio y destruyó 2,6 millones de libra de este, lo que afecto a los hombres más ricos de Inglaterra (William Jardine) y a los del este de los Estados Unidos, los que presionaron a sus respectivos gobiernos para logran una acción ejecutiva lo que condujo a la primera guerra del Opio y al uso masivo y abusivo del opio en China. Ahora, Lin Zexu es un héroe muy popular por su superlativa conducta e intachable servicio público, y su figura ha sido inmortalizada en varias partes del mundo.
A pesar del antagonismo entre los chinos y británicos, el renombrado sinólogo británico Herbert Giles, muy activo en la segunda mitad de ese siglo y cocreador de la transliteración Wade-Giles, profesaba una gran admiración por Lin. 

 Fue un fino académico, un oficial justo y misericordioso y un verdadero patriota .
 Wade-Giles

Una estatua de cera de Lin está en el Museo de Cera de Madame Tussauds en Londres. Se ha convertido en un icono de la lucha de China contra la corrupción occidental y apenas tomaron posesión de Hong Kong, los chinos erigieron una gran estatua a Lin Tse Hsu, el diáfano como le llaman en China.